# Baskemölla

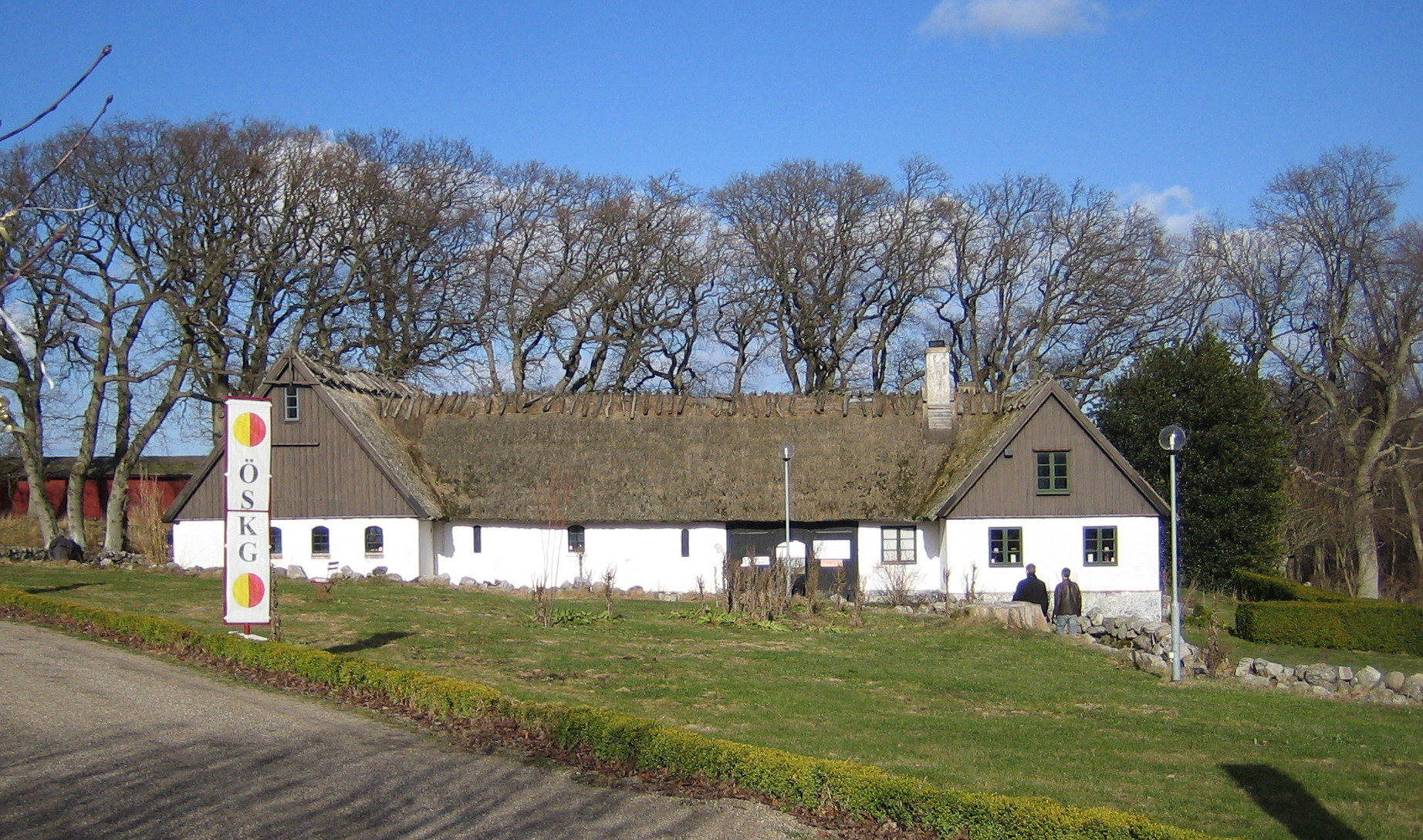
Bauernhof in Baskemölla (2006)

Baskemölla ist ein Ort (Tätort) in der schwedischen Provinz Skåne län und der historischen Provinz Schonen. Das Fischerdorf liegt etwa fünf Kilometer nördlich von Simrishamn in der Gemeinde Simrishamn. Der Name „Baskemölla“ wurde erstmals im Jahre 1525 erwähnt.
2005 zählte das Dorf 238 Einwohner. Bis 2010 stieg der Anteil der Ferienhäuser an der Gesamtbebauung von Baskemölla auf über 50 %, sodass der Ort nach Definition des Statistiska centralbyrån (SCB) nun als „Småort“ klassifiziert wurde, obwohl die Einwohnerzahl weiterhin über 200 lag. 2015 erhielt Baskemölla jedoch wieder den Status eines Tätort.